# Hyperolius raymondi
Espèce
Hyperolius raymondi est une espèce d'amphibiens de la famille des Hyperoliidae.

## Répartition
Cette espèce est endémique d'Angola. Elle se rencontre dans la province de Lunda-Nord. Sa présence est incertaine en Zambie et en République démocratique du Congo.

## Publication originale
- Conradie, Branch & Tolley, 2013 : Fifty Shades of Grey: giving colour to the poorly known Angolan Ashy reed frog (Hyperoliidae: Hyperolius cinereus), with the description of a new species. Zootaxa, no 3635, p. 201–223.